# Feinitzbach
Feinitzbach, Zlabingsbach (båda tyska) eller Slavonický potok (tjeckiska) är ett vattendrag i södra Tjeckien och nordöstra Österrike.   Det rinner genom regionen Södra Böhmen och förbundslandet Niederösterreich.